# Heart of America
Heart of America (рус. Сердце Америки)) — благотворительный сингл, записанный Тимом Бликсетом и его женой Эдрой Крокер при помощи «двух профессионалов из музыкальной индустрии». Песня стала гимном кампании «Make a Difference» (рус. Измени ситуацию), организованной «Today», американским утренним ежедневным телешоу на канале NBC, в поддержку пострадавших от урагана Катрина, самого разрушительного урагана в истории США. В 2005 году Бликсет и Крокер появились на шоу, чтобы рассказать о песне. Бликсет утверждал, что идея записать этот сингл пришла к нему посреди ночи, когда он внезапно проснулся. В записи песни приняли участие американская кантри певица и актриса Вайнонна Джадд, певец и композитор Майкл Макдональд и обладатель четырёх номинаций Грэмми Эрик Бенет. Использовался трек на канале NBC для музыкального сопровождения мероприятий, организованных международной неправительственной некоммерческой организацией Habitat for Humanity International, занимающейся преимущественно строительством простого и доступного жилья. В июне 2006 года журнал «Ebony» сообщил, что песня помогла собрать $41 млн при ожидаемых $100 миллионах. В августе 2006 года газета «The Desert Sun» сообщила, что песня помогла собрать $ 127 млн пожертвований в помощь пострадавшим. Все доходы от песни были направлены в «Habitat for Humanity International», «Music Cares» и американский Красный Крест.